# Bessemer City
Bessemer City é uma cidade localizada no estado norte-americano de Carolina do Norte, no Condado de Gaston.

## Demografia
Segundo o censo norte-americano de 2000, a sua população era de 5119 habitantes. 
Em 2006, foi estimada uma população de 5386, um aumento de 267 (5.2%).

## Geografia
De acordo com o United States Census Bureau, a localidade tem uma área de 11,1 km², dos quais 11,0 km² cobertos por terra e 0,1 km² cobertos por água. Bessemer City localiza-se a aproximadamente 304 m acima do nível do mar.

## Localidades na vizinhança
O diagrama seguinte representa as localidades num raio de 16 km ao redor de Bessemer City. 